# تصویر ایزو
تصویر ISO یک فایل آرشیو از یک دیسک نوری می‌باشد که تمامی اطلاعات موجود بر روی دیسک را همراه با نوع فایل سیستم آن در یک فایل با پسوند ISO ذخیره مینماید.

## توضیحات
هیچ استانداردی برای تصویر ISO وجود ندارد. اطلاعات در این نوع از تصاویر فشرده نیست و حاوی اطلاعات دیسک نوری به صورت سکتور به سکتور می‌باشد که در داخل یک فایل دودویی ذخیره گردیده است.

## محدودیت‌ها
یک سی دی می‌تواند حاوی چندین بخش باشد که شامل اطلاعات صدا یا تصویر باشند. از آنجا که این نوع فرمت اطلاعی در مورد بخش (track)‌های یک دیسک ندارد و صرفاً اطلاعات را به صورت دودویی ذخیره می‌کند قادر به ذخیره اطلاعات دیسک‌هایی با بخش‌های مختلف و متفاوت نمی باشد.
این بدان معناست که سی دی‌های صوتی که از چندین بخش تشکیل شده اند قابل ذخیره‌سازی با فرمت ISO نمی باشند.